# Arena Gianni Brera
Het Arena Gianni Brera (Arena Civica) is een multifunctioneel stadion in Milaan, een stad in Italië. In het stadion is plaats voor 18.000 toeschouwers. 
Het stadion wordt  gebruikt voor rugby- en voetbalwedstrijden, concerten en andere culturele activiteiten. Het stadion werd geopend in 1807. De verantwoordelijk architect, Luigi Canonica, liet zich daarbij inspireren door de Neoclassicistische architectuur. Vanaf de opening tot 2003 heette het stadion Arena Civica. In 1945 werd het gerenoveerd.